# مارکوس وارد لیون جونیور
مارکوس وارد لیون جونیور (انگلیسی: Marcus Ward Lyon Jr.; ۵ فوریهٔ ۱۸۷۵ – ۱۹ مهٔ ۱۹۴۲) دانشمند در زمینه باکتری‌شناسی، آسیب‌شناسی و پستاندارشناسی اهل ایالات متحده آمریکا بود. مارکوس در یک خانواده نظامی متولد شد؛ و در سال ۱۸۹۷ از دانشگاه براون فارغ‌التحصیل شد و تحصیلات خود را در دانشگاه جرج واشینگتن ادامه داد در حالی که مشغول به کار در موزه ملی تاریخ طبیعی بود.
در همان زمان او در دانشکده پزشکی هوارد و سپس جورج واشینگتن دکترای خود را دریافت کرد